# Cojoba arborea
Cojoba arborea är en ärtväxtart som först beskrevs av Carl von Linné, och fick sitt nu gällande namn av Nathaniel Lord Britton och Joseph Nelson Rose. Cojoba arborea ingår i släktet Cojoba, och familjen ärtväxter.

## Underarter
Arten delas in i följande underarter:
- C. a. angustifolia
- C. a. arborea
- C. a. cubensis

## Bildgalleri

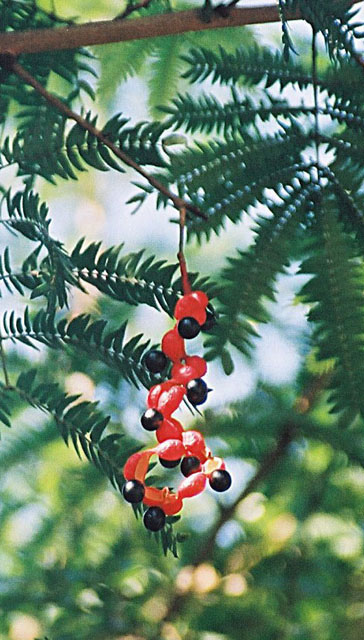
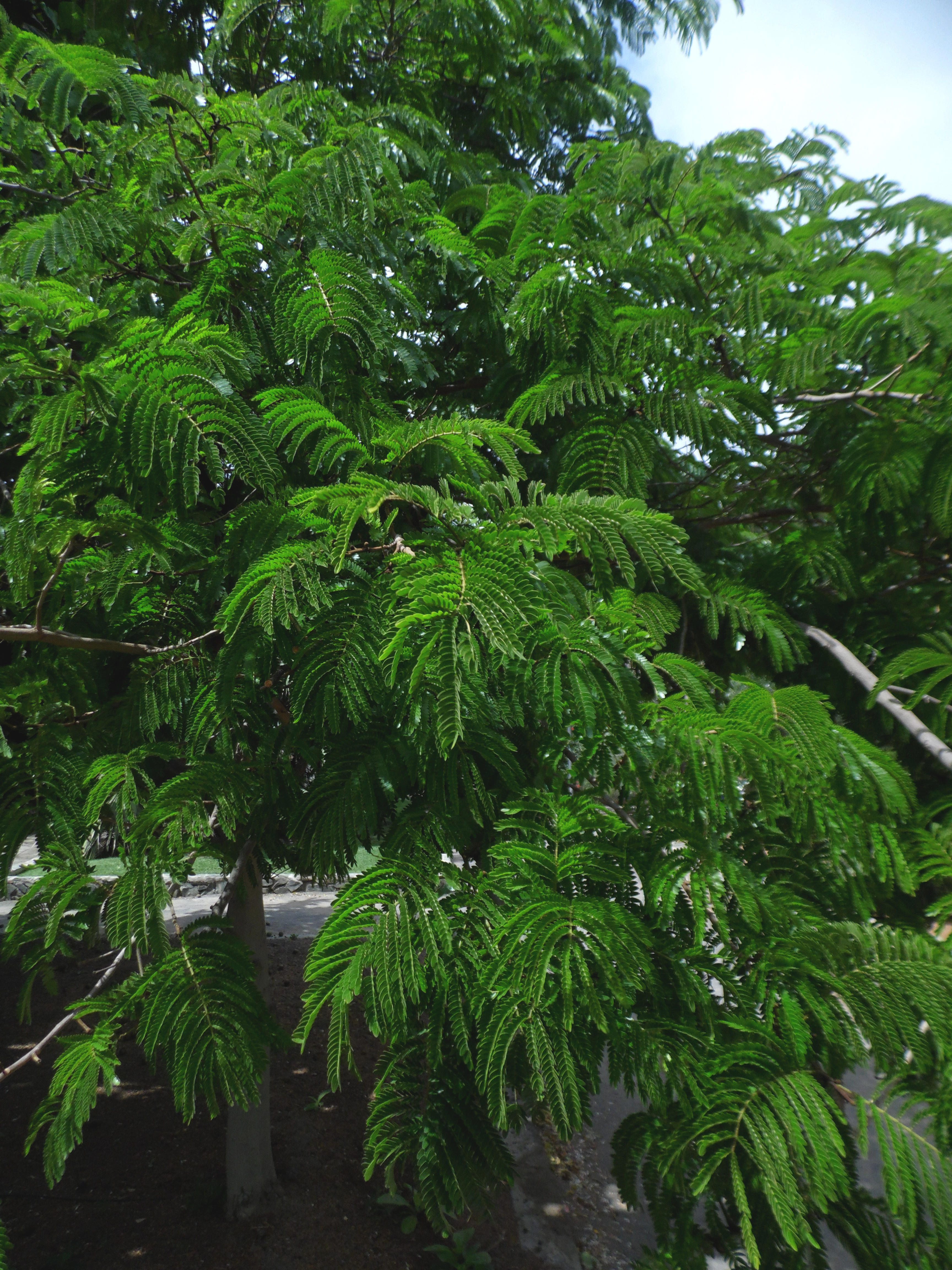
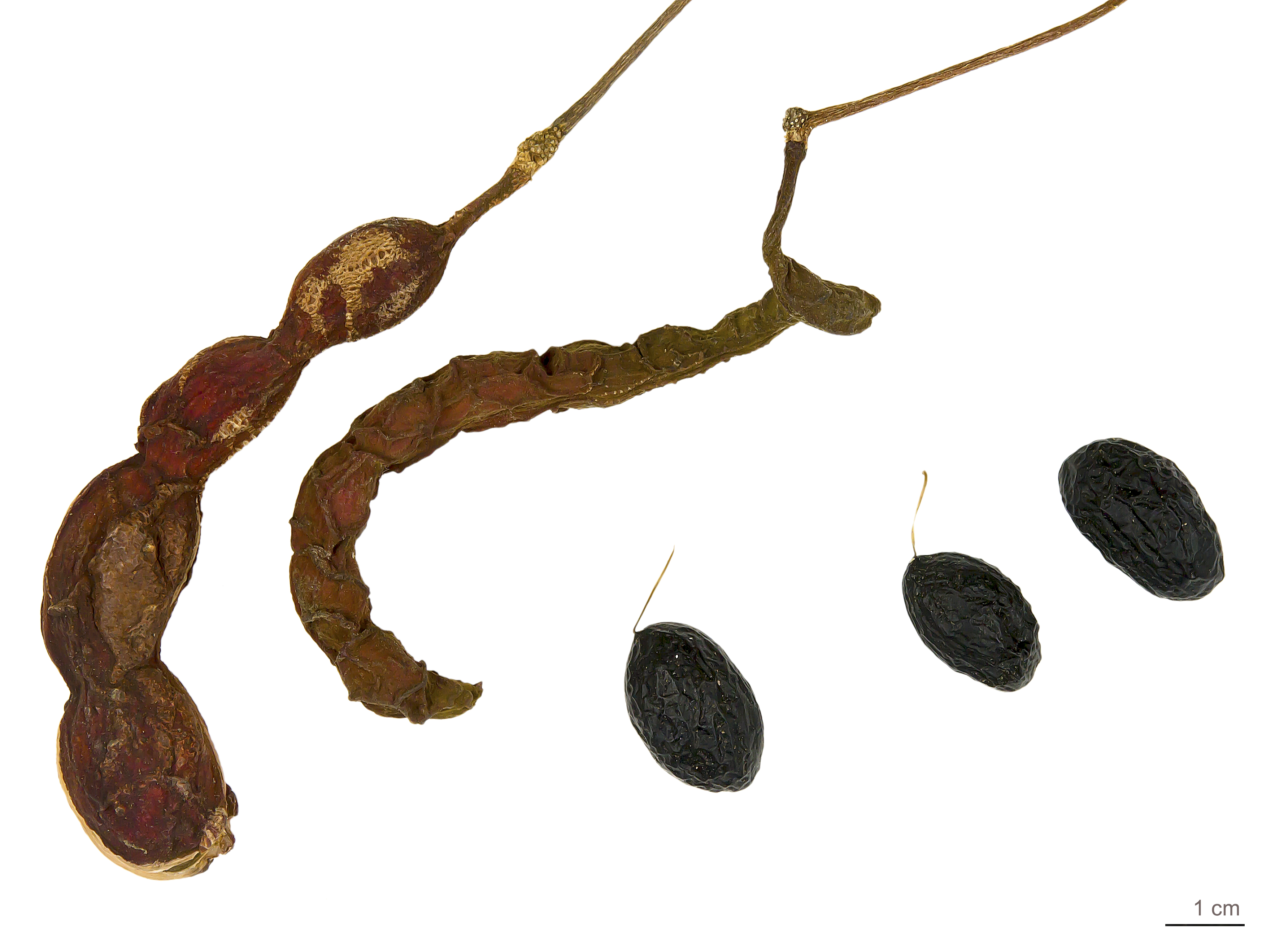
Cojoba arborea